# Аскона, Либрадо
Даниэль Либрадо Аскона Салинас (исп. Librado Daniel Azcona Salinas; родился 18 января 1984 года в Каакупе, Парагвай) — эквадорский футболист парагвайского происхождения, вратарь. Выступал за сборную Эквадора.

## Клубная карьера
Аскона начал карьеру на родине, где три сезона выступал за «12 октября». В 2009 году он перешёл в эквадорский ЛДУ Лоха. Либрадо быстро завоевал место в основе и даже смог забить гол в эквадорской Серии А. После столь яркого сезона он перешёл в «Индепендьенте дель Валье». 6 февраля 2010 года в матче против «Манта» Аскона дебютировал за новую команду. После нескольких лет выступлений в Эквадоре Либрадо получил эквадорское гражданство и у него появилась возможность играть за сборную Эквадора. В 2014 году Аскона был выбран капитаном команды.
В 2017 году Аскона перешёл в парагвайскую «Олимпию». Первую игру в новой команде провёл в рамках второго квалификационного раунда Кубка Либертадорес 2017 против бывшей команды — «Индепендьенте дель Валье» выиграл 1:0, но по сумме двух матчей в следующий раунд прошла «Олимпия».
В 2018 году утратил статус основного вратаря в «Олимпии». Тем не менее, провёл за год в чемпионате Парагвая три матча и стал двукратным чемпионом страны (команда выиграла как Апертуру, так и Клаусуру).

## Международная карьера
Летом 2015 года Аскона попал в заявку сборной Эквадора на участие в Кубке Америки в Чили. На турнире он был запасным и на поле так и не вышел. После 2016 года перестал вызываться в сборную.

## Титулы и достижения
- Чемпион Парагвая (5): Апертура 2018, Клаусура 2018, Апертура 2019, Клаусура 2019, Клаусура 2020
- Финалист Кубка Либертадорес (1): 2016